# ملايو بورما
ملايو بورما أو ملايو ميانمار (باملاوية Melayu Myanmar: بالجاوية ملايو ميانمار: بالبورمية ပသျှူးလူမျိုး. يسمون باشو))، يتواجدون في المقام الأول في منطقة تانينثاري في الجزء الجنوبي من ميانمار.
والجزر الجنوبية لأرخبيل ميرغوي (أرخبيل مييك) هي موطن لشعب موكين، وهم أقلية عرقية بدوية تتعلق بالملايويون. وهناك أيضًا بعض الملايو تربطهم صلات بالولايات الشمالية في ماليزيا ومناطق جنوب تايلاند. بعض الموكين والمسلمين في هذه الجزر الجنوبية يتحدثون لهجة من لهجات من الملايو. ويعتقد أن الملايون من أصل كيداهان الملايو، على الرغم من أن هيكايات ميرونغ ماهاوانغزا ليس لها أي نوع من الذكر في أرخبيل ميرغي.
في عام 1865، استقرت مجموعة عربية ملاوية بقيادة نايودا أحمد، وهي كانت تسافر وتجمع المنتجات البحرية حول أرخبيل ميرغي في خليج فيكتوريا بوينت، الذي يقع الآن في كوثاونغ الحديثة. الملايو البورميين يعيشون بشكل أساسي في بلدة بوكبين وفي عدد قليل من الجزر في الجزء الجنوبي من أرخبيل ميرغي.
ويبدو أن التأثير الملايو واضح في أسماء بعض المستوطنات بالقرب من كوثاونغ - تظهر الكلمات كامبونغ، أولو، تيلوك، تنغاه وبولاو (الكلمات الملايو للقرية، النائية، الخليج، وسط الجزيرة على التوالي) في حفنة من أسماء المستوطنات.